# Ahmadou Ahidjo
Ahmadou Babatoura Ahidjo (ur. 24 sierpnia 1924 w Garoua, zm. 30 listopada 1989 w Dakarze) – kameruński polityk, prezydent kraju w latach 1960–1982.
Radiotelegrafista od 1941. W 1947 został członkiem Zgromadzenia Terytorialnego Kamerunu Francuskiego, a w 1953 – Zgromadzenia Unii Francuskiej. Następnie (1954–1958) był wiceprzewodniczącym tego zgromadzenia. W latach 1956–1958 był Przewodniczącym Zgromadzenia Terytorialnego. Wicepremier, a następnie premier Kamerunu Francuskiego. Był założycielem i przywódcą partii Związek Kameruński (1958–1966). Został wybrany prezydentem, gdy Kamerun uzyskał niepodległość w 1960. Nakłonił południową część Kamerunu Brytyjskiego do przyłączenia się do nowo powstałego państwa. Był ponownie wybierany na prezydenta w 1965, 1970, 1975 i 1980, wzmacniając stopniowo pozycję swej partii i delegalizując wszystkie inne w 1976. Od października 1961 do czerwca 1975 pełnił również funkcję premiera. W okresie 1966–1983 był przewodniczącym Kameruńskiego Związku Narodowego, utworzonego z połączenia kilku partii, w tym Związku Kameruńskiego.
W 1970 stłumił trwające kilka lat powstanie organizacji Union of the Peoples of Cameroon. W 1972 wprowadził, przyjętą przez społeczeństwo niechętnie, konstytucję, znoszącą federację, a ustanawiającą państwo unitarne. Jego rządy, choć niedemokratyczne i po części represyjne, zapewniły państwu lata stabilności.
6 listopada 1982 zrezygnował ze stanowiska pod pozorem kłopotów ze zdrowiem. W 1983 wszedł w spór ze swym następcą Paulem Biyą. W 1984 wraz ze współpracownikami usiłował przeprowadzić zamach stanu, lecz próby te zakończyły się niepowodzeniem. Uciekł z kraju. Został skazany zaocznie na karę śmierci. Ostatnie lata swego życia spędził pomiędzy Francją i Senegalem.